# کلمان سکی
کلمان سکی (فرانسوی: Clément Secchi‎؛ زادهٔ ۴ مهٔ ۲۰۰۰) شناگر اهل فرانسه است.
وی در مسابقات کشوری و بین‌المللی در مجموع برندهٔ ۱ مدال برنز شده است.